# Chopin a muzyka ludowa
Fryderyk Chopin zetknął się z kulturą wiejską już w dzieciństwie, jeżdżąc na wakacje do dworów swoich przyjaciół na Mazowszu i Kujawach (Żelazowa Wola, Szafarnia, Obrów, Służew). Matka pochodziła z rodziny ziemiańskiej, do zamążpójścia nigdy nie była w mieście, a dziadek był zarządcą hr. Skarbków w majątku Długie koło Izbicy Kujawskiej.
Młody Fryderyk bardzo interesował się muzyką wiejską, chodził na wesela i zabawy taneczne, zapisywał słowa przyśpiewek. Potrafił naśladować barwę głosów starszych i młodszych śpiewaczek wiejskich (miał niezwykły talent naśladowczy). Zdarzało się także, że płacił swoim wiejskim informatorom, aby zaśpiewali mu szczególnie interesujące go melodie.
Jak pisał w liście do rodziny z 26 sierpnia 1825, podczas jednej z takich zabaw, w czasie obrzędu zwanego okrężne, na dziedzińcu dworskim uważnie obserwował grę skrzypka i jego improwizacje, po czym chwycił za basy i wtórował „skrzypiście” na instrumencie, w którym pozostała tylko jedna już struna. Jako że do obycia towarzyskiego należała w tych czasach umiejętność tańca, młody Fryderyk tańczył oberki wiejskie, a czuł się w nich na tyle pewnie, że prowadził też taniec w pierwszej parze. Podczas wiejskich zabaw obserwował i zapisywał przyśpiewki improwizowane przez kapelę grającą potem mazurki. Jedna z takich strof została wymyślona także na jego temat. Komponowane później przez niego mazurki mają melodyjny „śpiewny” charakter, śpiewała je zresztą z towarzyszeniem samego Chopina Pauline Viardot-Garcia podczas jego pobytu w Anglii.
Jego spostrzeżenia dotyczące muzyki ludowej nie były bezkrytyczne. Opisywał „chóry fałszywych dyskantów”, „wiejskie Catalani”, „połową gęby piskliwie piszczące”. Wszystkie te opisy zachowały się w wysyłanym do rodziców „Kurierze Szafarskim”, który Chopin w formie zabawy „redagował” wraz z rodzeństwem Dziewanowskich, wzorując się na „Kurjerze Warszawskim”.
Nie odpowiadał mu sposób aranżacji praktykowany przez ówczesnych kompozytorów opracowujących folklor ludowy, takich jak Elsner czy Kurpiński. Krytycznie odnosił się do harmonizacji melodii pieśni opracowanych przez Kolberga, zarzucając mu, że czyni z nich „piękności z przyprawianymi nosami, różowane, z przyprawianymi nogami na szczudłach”. Uważał, że owe przeróbki prędzej czy później staną się pośmiewiskiem dla potomnych, a badaczom przysporzą dużo trudu, by wyczyścić je z niepotrzebnych „upiększeń”.
Najwięcej motywów ludowych, wziętych z kujawiaków, oberków znaleźć można w mazurkach Chopina, w krakowiaku i pieśniach (tu głównie melodie popularne).
Nie można zaliczyć do tego grona jego polonezów, gdyż są one spuścizną kultury dworskiej, dostojnych polonezów szlacheckich, tak popularnych wśród szlachty polskiej we dworach i pałacach. Nie ma w nich śladu wiejskich chodzonych – wolnych i płynnych tańców rozpoczynających wesele na wsi polskiej.

## Motywy polskiej muzyki ludowej w twórczości Chopina
- Mazurki op. 6, 7, 17, 24, 30, 33, 41, 50, 56, 59, 63, 67, 68 (58 mazurków)[6],
- Fantazja na tematy polskie op. 13,
- Krakowiak na fortepian z orkiestrą op. 14,
- Rondo a la Mazur op. 5,
- Pieśni op. 74.
- Polonezy

Chopin interesował się również muzyką ludową innych krajów. Pauline Viardot śpiewała mu hiszpańskie pieśni ludowe, a Jenny Lind, śpiewaczka szwedzka – pieśni ze Szwecji. Znał również pieśni szkockie, a na wsi w Nohant w środkowej Francji zapisywał pieśni francuskie.